# شتيفان ليونارد
شتيفان ليونارد (بالألمانية: Stephane Leonard)‏ هو فنان ألماني، ولد في 19 أبريل 1979 في برلين في ألمانيا.